# Ischiolepta ischnocnemis
Ischiolepta ischnocnemis är en tvåvingeart som beskrevs av William Russel Buck och Marshall 2002. Ischiolepta ischnocnemis ingår i släktet Ischiolepta och familjen hoppflugor. Inga underarter finns listade i Catalogue of Life.